# Bückeburger Allee
Die Bückeburger Allee ([bʏkəbʊɐ̯ɡɐ aleː] ) ist eine Schnellstraße im hannoverschen Bezirk Ricklingen. Die Straße gehört zur Bundesstraße 65.

## Geschichte
Schon vor dem Bau des Schnellwegs in der Nachkriegszeit gab es schon lange eine Verbindung zwischen Hannover und Bückeburg, die ab 1934 Teil der Reichsstraße 65 wurde.

## Verlauf
Die Bückeburger Allee beginnt am Ricklinger Kreisel im Westen. Die Schnellstraße verläuft zum Tönniesbergkreisel, wo auch die B217 anfängt. Darauf folgen zwei Ausfahrten (Bornumer Straße und Empelde). Die Bückeburger Straße endet offiziell an der Stadtgrenze von Hannover, wobei die Schnellstraße bis zur Kreuzung mit der Nenndorfer Straße in Ronnenberg weitergeht. Auf der Bückeburger Allee besteht ein Tempolimit von 100 km/h, an manchen Stellen 70 km/h. Rund um der Bückeburger Allee sind meistens Industriegebiete.